# 東部ユグル語
東部ユグル語（とうぶユグルご、普通話：東部裕固語、ピン音：Dōngbù yùgù yǔ）またはシラ・ユグル語は、
甘粛省張掖市粛南ユグル族自治県東部や康楽区、皇城区、大河区、馬蹄区など
に居住するユグル族が使用するモンゴル諸語の言語。モンゴル諸語のモングォル語、バオアン語、康家語、東郷語に近い言語である。同じユグル族の言語でチュルク諸語の西部ユグル語とは意思疎通が出来ないが、これは、クビライによって東部のユグル族のみがモンゴル化されたためである。

## 参考
- 聶鴻音（2003）著《中国少数民族語言》，北京，語文出版社 ISBN 978-7-80184-780-5。